# Trichohoplorana
Trichohoplorana es un género de escarabajos longicornios de la tribu Acanthocinini.

## Especies
- Trichohoplorana dureli Breuning, 1961
- Trichohoplorana juglandis Holzschuh, 1989
- Trichohoplorana luteomaculata Gouverneur, 2016
- Trichohoplorana mutica Holzschuh, 1990
- Trichohoplorana shirakii (Mitono, 1943)
- Trichohoplorana tenuipes Holzschuh, 2015